# Arnold (kasztelan wyszogrodzki)
Arnold – kasztelan wyszogrodzki z nadania księcia Pomorza Gdańskiego Świętopełka Wielkiego, potem wojewoda świecki. 
Był synem Arnolda – cześnika Konrada Mazowieckiego (1207-17), wojewody mazowieckiego, następnie zamordowanego w wyniku konfliktu z Konradem Mazowieckim.
Rodzina Arnoldowiców zbiegła na Pomorze i otrzymała urzędy z ręki Świętopełka Gdańskiego.
Posiadał również syna Arnolda juniora, który później został kasztelanem świeckim.
Arnold jako kasztelan wyszogrodzki został wymieniony w źródłach pisanych w 1238 r. Była to pierwsza bezpośrednia wzmianka pisana o kasztelanii wyszogrodzkiej, choć źródła pozwalają określić jej początki znacznie wcześniej - na I połowę XII wieku.
Terytorium wyszogrodzkie drogą spadku po rodzie Powałów dostało się w ręce książąt pomorskich pod koniec XII wieku. W ręce Świętopełka dostało się w latach 20. XIII wieku i na ten czas należy określić w przybliżeniu objęcie urzędu przez Arnolda lub jego poprzednika.
Wzmianka z 1238 r. związana jest z wojną Świętopełka z koalicją złożoną z jego młodszych braci, wspierających ich książąt meklemburskich, Krzyżaków oraz księcia Kujaw Kazimierza
W 1242 r. w wynku kolejnej wojny Kazimierz Kujawski zdobył na Świętopełku kasztelanię wyszogrodzką i wówczas prawdopodobnie Arnolda na urzędzie zastąpiła osoba mianowana przez księcia kujawskiego. W tej sytuacji został on przesunięty na stanowisko wojewody świeckiego.